# Non ho sonno
Non ho sonno è un film del 2001 diretto da Dario Argento.
La pellicola è stata girata interamente a Torino, città molto amata dal regista. Presenta alcune analogie con un altro film girato nel capoluogo piemontese, Profondo rosso.
Ha ricevuto due candidature ai nastri d'argento: per il miglior montaggio (Anna Rosa Napoli) e per la migliore colonna sonora (Goblin). La Filastrocca del fattore usata nel film è stata scritta dalla figlia di Dario, Asia Argento.

## Trama
Torino, 1983. Un ragazzo tredicenne di nome Giacomo Gallo assiste impotente all'omicidio della madre, assassinata con un corno inglese, senza riuscire a vedere il viso dell'assassino: è uno degli omicidi del "Nano Assassino", su cui indaga il commissario Ulisse Moretti, che promette a Giacomo che troverà il colpevole. Il presunto serial killer, lo scrittore Vincenzo de Fabritiis, viene ritrovato affogato con un colpo di pistola alla testa: tutto fa pensare a un suicidio e il caso viene chiuso.
Torino, 2000. Angela, una prostituta, scappa dall'abitazione di un suo cliente dopo aver notato il suo strano comportamento ed essere stata da lui cacciata. Durante la fuga, rovescia un piccolo mobile e mentre raccoglie le sue cose prende per sbaglio una busta azzurra appartenente al cliente stesso, che contiene foto e articoli di brutali omicidi commessi in passato, che la donna intuisce possano essere collegati al "Nano". Avvisata la sua amica Amanda, altra prostituta, Angela viene assassinata dopo una lunga e rocambolesca fuga all'interno di un treno in corsa. La busta finisce così nelle mani di Amanda, salita sul treno per cercare l'amica, ma anche quest'ultima viene uccisa all'interno della sua auto.
L'ambizioso commissario Manni, date le analogie con le morti precedenti, deduce che il Nano Assassino sia tornato o che qualcuno stia cercando di ripercorrerne le gesta e chiede aiuto proprio a Moretti. Questi però è ormai in pensione e con problemi di cuore e di memoria, ma la conversazione con Manni, che si convince che l'ormai ex poliziotto non possa essere d'aiuto, sembra sbloccargli dei ricordi, così decide d'occuparsene.
Le morti riprendono, con caratteristiche simili e bizzarre: il serial killer lascia sul luogo del delitto ritagli di cartone con la forma d'un animale ogni volta diverso. Ne fa le spese Mel, affogata nell'acqua gelida e ritrovata con un cartoncino a forma di gatto vicino al suo corpo. Dopo i nuovi episodi, Giacomo viene richiamato a Torino da una telefonata di Lorenzo, suo amico di vecchia data e figlio dell'avvocato Betti. Nella speranza di scoprire l'assassino della madre uccisa molti anni prima, Giacomo inizia a indagare insieme a Moretti.
Nel frattempo l'ignoto assassino continua a mietere vittime, come il posteggiatore che aveva assistito all'omicidio di Amanda e che aveva raccolto una penna d'oro appartenente al killer, ricattandolo in cambio della stessa penna e del suo silenzio e che pagherà con la vita la sua avidità. Intanto Moretti scopre nel corso delle sue private ricerche che gli omicidi e le sagome di animali lasciate vicino ai cadaveri seguono le strofe d'una vecchia filastrocca contenuta nel libro La fattoria della morte, scritto proprio da Vincenzo de Fabritiis.
Mentre indaga insieme a Moretti, Giacomo ritrova altri suoi vecchi amici tra cui Gloria, una ragazza conosciuta anni addietro, la quale ben presto lascerà il suo fidanzato Fausto per mettersi con lui. Il killer intanto, seguendo la filastrocca, uccide la "coniglietta" Dora e quando Gloria, suonatrice d'arpa, comunica a Giacomo che si esibirà in teatro vestita da cigno (animale protagonista dell'ultima strofa della filastrocca stessa), questi si precipita da lei credendola in pericolo, ma la vittima è in realtà la sua partner d'esibizione Mara (ballerina di danza classica), che viene decapitata.
Il commissario Manni intanto ha deciso di far riesumare il corpo di Vincenzo de Fabritiis, ma con grande sorpresa la bara è vuota. Laura, la madre di Vincenzo, confida a Moretti di essere sicura che suo figlio è morto 17 anni prima, in quanto ad ucciderlo è stata proprio lei con la pistola di suo marito su richiesta dello scrittore stesso, che non poteva sopportare di essere considerato il capro espiatorio di tutte quelle morti a causa della sua menomazione fisica e dei suoi racconti gialli. La donna si reca nella sua vecchia villa per recuperare l'arma ma viene spaventata dalla presenza di un nano e precipita dalla balconata, morendo sul colpo.
A causa d'alcune incongruenze tra gli omicidi reali e le strofe, Moretti s'avvicina alla reale identità dell'assassino. L'ex commissario nota inoltre l'importante dettaglio che in passato i crimini erano tutti avvenuti nello stesso quartiere, mentre ora sono diffusi per l'intera città. Quando l'anziano investigatore è ormai prossimo alla verità, muore stroncato da un infarto, spaventato a morte da un'altra incursione del manichino del nano.
Poco prima, Moretti era riuscito a comunicare a Giacomo quanto aveva colto. Il giovane, abbattuto per la morte di Moretti vede Leone, il senzatetto custode della villa de Fabritiis maneggiare un manichino con le fattezze del defunto Vincenzo e lo segue fino a una casa poco distante. Gloria, in compagnia di Giacomo decide di avvisare la polizia, ma viene aggredita mentre l'ignaro Giacomo fa il suo ingresso nell'edificio e rinviene il cadavere del custode: lo ha ucciso l'avvocato Betti, che minaccia di eliminare anche Giacomo, ferendolo con un colpo di pistola prima di spararsi a sua volta.
Nel frattempo irrompono Lorenzo e Gloria; l'avvocato muore, mentre Giacomo capisce ogni cosa con chiarezza: i delitti del 1983 erano concentrati nello stesso quartiere perché l'omicida era ancora minorenne. Solo un ragazzino, inoltre, poteva prendere ad esempio una filastrocca per bambini e commettere gli errori che Moretti aveva scoperto prima di morire. Intanto Lorenzo, mentre assiste alla morte del padre, ha una crisi respiratoria: l'uomo è asmatico dalla nascita e deve ricorrere all'uso dello spray. Giacomo riconosce il rumore sentito 17 anni prima mentre sua madre moriva: erano i soffi dello spray del suo amico. È Lorenzo l'assassino di sua madre.
A questo punto Lorenzo, smascherato, prende Gloria in ostaggio e confessa tutto - le ossa trafugate del nano con la complicità indiretta di Leone, gli omicidi commessi col manichino, l'allontanamento cui era stato costretto dal padre dopo i delitti dell'infanzia - finché viene freddato da un colpo sparato dal commissario Manni.

## Produzione

### Regia
In questo film il regista torna alle sue origini riprendendo alcuni elementi caratteristici che nel tempo sono diventati un suo marchio di fabbrica. Gira a Torino, sceglie le musiche dei Goblin, sviluppa una storia basata su di un assassino misterioso. Si tratta dell'unica pellicola di Argento in cui le mani guantate dell'omicida non sono le sue, per via del fatto che i guanti usati dall'assassino erano di una taglia troppo grande rispetto alle mani del regista.

### Cast
In questo film, come in Profondo rosso, Gabriele Lavia interpreta il presunto colpevole e in una scena importante del film, dice: «È tutta colpa tua», esattamente come nel film del 1975, recitando con la stessa identica espressione. Anche in questa pellicola viene usato un manichino che ha le sembianze dell'assassino.

### Riprese
Le riprese sono iniziate ai primi di maggio del 2000, per concludersi a fine luglio dello stesso anno. Alcune scene sono state girate presso i teatri di posa Euphon Communications, negli spazi del Comprensorio Fiat Mirafiori di Strada della Manta, 24 a Mirafiori Sud, Torino.

## Distribuzione
La pellicola è stata presentata in anteprima mondiale a Torino il 4 gennaio 2001.

### Data di uscita
Alcune date di uscita internazionali nel corso degli anni sono state:
- 5 gennaio 2001 in Italia[4]
- 24 agosto 2001 negli Stati Uniti (Sleepless)
- 13 marzo 2002 in Francia (Le sang des innocents)[5]
- 30 marzo 2002 in Giappone (スリープレス)
- 16 settembre 2002 in Corea del Sud (슬립리스)

## Accoglienza

### Incassi
Al botteghino italiano il film ha incassato 2.592.476€ classificandosi al 53º posto tra i primi cento film di maggior successo della stagione cinematografica italiana 2000-2001.

### Critica
Il film è stato accolto in maniera discordante dalla critica dell'epoca. C'è chi ha apprezzato come il regista sia riuscito ad offrire nuovamente quelle che sono le sue classiche tematiche usandole sapientemente e in modo tale da incutere spavento in chi osserva e chi, invece, a momenti di elevato livello stilistico ne vede alternarsi altri molto più imbarazzanti.